# Aukschtaiten
Die Aukschtaiten, auch Aukštaiten (ausgesprochen "Aukschtaiten", litauisch aukštaičiai) oder Oberlitauer, waren ein litauischer Volksstamm. Er war im heutigen Oberlitauen (Aukschtaitien, Aukštaitija) ansässig.  Aukschtaiten waren die sog. östlichen Altlitauer (rytiniai senlietuviai). Dazu zählten die nalšėnai (Landgebiet Nalšia), die deltuviai (Deltuva) und die lietuviai (Lietuva) sowie das Land Deremela. Im Norden grenzten sie an die Sēlija, im Westen beim Fluss Šventoji an Niederlitauen, im Südwesten an die Jatwinger, im Süden an die Dregowitschen sowie im Osten an die Kriwitschen.

## Sprachen und Dialekten
Der Hauptdialekt ist Aukschtaitisch (aukštaičių tarmė). Es ist im ganzen Litauen sehr gut verständlich und am meisten verbreitet, jedoch bildet das Suvalkietische (Region Suvalkija) die Grundlage für die mündliche moderne litauische Sprache.